# پیترو پیپولو
پیترو پیپولو (انگلیسی: Pietro Pipolo؛ زادهٔ ۲۷ فوریهٔ ۱۹۸۶) بازیکن فوتبال اهل ایتالیا است.
از باشگاه‌هایی که در آن بازی کرده‌است می‌توان به باشگاه فوتبال آ.اس. رم و باشگاه فوتبال لوگانو اشاره کرد.